# George O'Brien

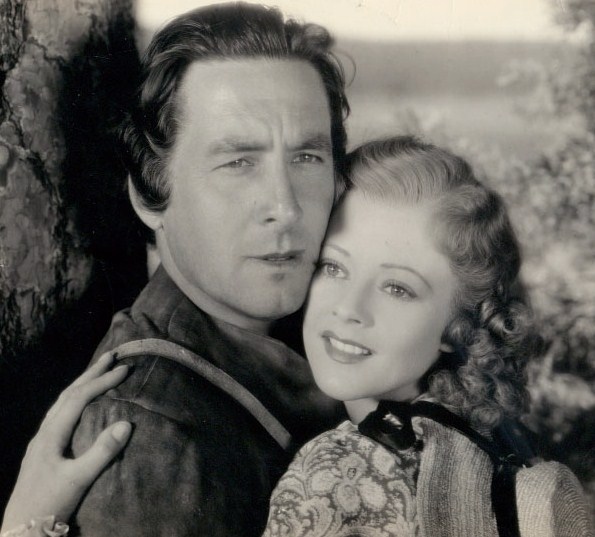
Parte de una foto publicitaria de la película de 1936 Daniel Boone, de David Howard (1896 - 1941): George O'Brien y Heather Angel.

George O'Brien (San Francisco, California; 19 de abril de 1899-Tulsa, Oklahoma; 4 de septiembre de 1985) fue un actor de cine estadounidense.

## Biografía
Su padre era jefe de policía, por lo que George pasaba muchas horas alrededor de las cuadras de los caballos, debido a lo cual se convirtió en un experimentado jinete. En el Colegio de Santa Clara (California) destacó en atletismo.
En 1917 se alistó en la Marina de Estados Unidos, ganando ciertos honores y medallas en acciones de guerra. Al finalizar la Primera Guerra Mundial, probó en varios trabajos hasta que acabó en Hollywood, donde conoció al vaquero Tom Mix. John Ford se fijó en él y le dio un papel en el western El caballo de hierro (1924). En esta película, hay una escena en la que pelea con el actor Fred Kohler, poniendo al descubierto su torso, lo que dio lugar a que se le conociera a partir de entonces como The Chest por su buena forma física.
Colaboró de nuevo con Ford en Tres hombres malos (1926) y otros filmes, pero se indispuso con el director durante un viaje que ambos realizaron al Extremo Oriente, motivo por el cual Ford prescindió de los servicios de O'Brien durante años. El director alemán F.W. Murnau lo eligió en un casting para interpretar el papel de El Hombre en la laureada película Amanecer (1927), donde formó pareja con Janet Gaynor.
Durante los años 1930, gozó de gran popularidad como protagonista de westerns de bajo presupuesto. Cuando su estrella se apagaba, se enroló en la Armada, participando en la Segunda Guerra Mundial, la guerra de Corea y la guerra de Vietnam.
Continuó trabajando en el cine, si bien en papeles de reparto. John Ford volvió a contar con él en Fort Apache (1948) y en La legión invencible (1949). Su última aparición en la gran pantalla fue en el filme de Ford Cheyenne Autumn (1964), en cuya fase final del rodaje llegó a sustituir a Ford debido a los problemas de salud del director.
George O'Brien murió el 4 de septiembre de 1985 a consecuencia de un ataque al corazón.